# Fantagraphics Books
Fantagraphics Books es una editorial norteamericana de cómics underground, antologías de historietas clásicas, revistas, novelas gráficas y cómic erótico. La empresa actualmente tiene sus oficinas en Maple Leaf, cerca de Seattle, Washington, Estados Unidos.

## Historia

### Inicios en la década de 1970
Fantagraphics fue fundada en 1976 por Gary Groth y Michael Catron en College Park, Maryland, Estados Unidos. La editorial adquirió el zine The Nostalgia Journal, que fue renombrado a The Comics Journal y más tarde se convertiría en una publicación notable sobre la industria de la historieta.
Catron fue coeditor de Fantagraphics y se encargó de la publicidad y circulación de The Comics Journal hasta 1985, cuando abandonó la editorial. Kim Thompson se unió a la empresa el 1977 contribuyendo su herencia para asegurar la supervivencia de Fantagraphics y pasó a ser copropietario con Groth.

### Décadas de 1980 y 1990
A partir de 1981, Fantagraphics publicó Amazing Heroes bajo su sello Redbeard, una revista que analizaba historietas desde el punto de vista de un fan como una fuente de ingresos adicional a The Comics Journal, que era una revista dirigida a profesionales y críticos del medio. Amazing Heroes fue publicada por 204 números, además de ediciones anuales y especiales, y fue cancelada en julio de 1992.
De 1985 a 1987, Fantagraphics organizó y presentó, a través de Amazing Heroes, los premios Kirby al logro creativo el medio de la historieta votados por profesionales del cómic. Los premios fueron coordinados por Dave Olbrich, empleado de la editorial, pero en 1987 inició una disputa entre Olbrich y Fantagraphics por los derechos de propiedad de los premios. Los premios Kirby dejaron de entregarse en 1988, dando origen a los premios Eisner, organizados por Olbrich, y los premios Harvey, organizados por Fantagraphics.
En sus inicios, la editorial se mudó de Washington D. C. a Stamford, Connecticut y después a Los Ángeles en 1984, para finalmente establecerse en Seattle en 1989.
De acuerdo con Michael Dean, periodista y antiguo empleado de Fantagraphics, la editorial «ha alternado entre la prosperidad y casi perecer a través de los años». Mientras Fantagraphics se dedicaba a la promoción de los cómics como una forma de arte y publicaba series y novelas gráficas exitosas como Ghost World, Odio o Love and Rockets, dependía económicamente de las publicaciones eróticas de su sello Eros Comix.
Eric Reynolds se unió a Fantagraphics en 1993, primero como editor de The Comics Journal y después como responsable de mercadotecnia y promoción en 1996. Groth y Thomson reconocen el trabajo de Reynolds como clave para que la editorial lograra ser redituable. Sin embargo, en 1998 Fantagraphics se vio obligada a despedir a parte de su personal.

### Década de 2000 y época actual
En 2003 la editorial casi quiebra, con una pérdida de entre 60 000 y 70 000 dólares, como resultado de la bancarrota de Seven Hills Distribution, su deudor y distribuidor de libros. Fantagraphics nuevamente despidió a parte de su personal y una persona renunció en protesta, afirmando que la editorial era «desorganizada y tenía mala gestión de negocios». La editorial logró mantenerse a flote mediante una reestructuración de su organización y pidiendo apoyo de sus lectores, lo cual resultó en una gran cantidad de compras de sus publicaciones. Después de su reestructuración, Fantagraphics ha tenido gran éxito con colecciones de libros de tapa dura como The Complete Peanuts, distribuida por W. W. Norton & Company.
En 2009 la editorial cambió la periodicidad de The Comics Journal, de ocho números al año a semestral, con un formato más similar a un libro que a una revista.
Michael Catron regresó a Fantagraphics en 2012 mientras que Kim Thompson abandonó la editorial debido a problemas de salud en marzo de 2013 y falleció de cáncer de pulmón en junio de ese mismo año. La ausencia de Thompson dejó a la editorial sin varias publicaciones que tenía planeadas, por lo que Fantagraphics inició en noviembre de 2013 una campaña de crowdfunding en la plataforma Kickstarter para reunir 150 000 dólares, meta que fue alcanzada en cuatro días.
En 2020 la editorial cambia su identidad, de Fantagraphics Books as Fantagraphics, para reflejar que también publica ediciones digitales, al mismo tiempo que introdujo un logotipo más compacto, mostrando una plumilla y una antorcha.

## Publicaciones

### Cómics
- Acme Novelty Library
- The Adventures of Captain Jack
- Angry Youth Comics
- Anything Goes!
- Agujero Negro
- Critters
- Dalgoda
- Doofus
- Bola Ocho
- Evil Eye
- Fission Chicken
- Frank
- Grit Bath
- Odio
- Jim
- Journey
- Love and Rockets
- Meatcake
- Naughty Bits
- Neat Stuff
- Raisin Pie
- Real Stuff
- Schizo
- The Stuff of Dreams
- Usagi Yojimbo (hasta el volumen 7)
- Tales Designed to Thrizzle

### Magazines
- Amazing Heroes
- The Comics Journal
- Honk
- Nemo, the Classic Comics Library

### Novelas gráficas importantes
- Ghost World de Daniel Clowes
- King de Ho Che Anderson
- Como un guante de seda forjado en hierro de Daniel Clowes
- Palomar de Beto Hernández
- Palestina de Joe Sacco
- Safe Area Goražde de Joe Sacco

### Colecciones clásicas
- The Complete Crumb Comics
- Dennis the Menace
- Feiffer: The Collected Works
- Krazy Kat
- Little Orphan Annie
- The Complete Peanuts
- Pogo
- The Complete E. C. Segar Popeye
- Powerhouse Pepper
- Príncipe Valiente